# Métrage cinématographique
Le  métrage cinématographique concerne les mesures traditionnellement utilisées dans le milieu du cinéma pour mesurer la longueur d'un film selon la longueur de la pellicule utilisée dans le cas d'un film tourné en photochimique.

## Classification des films
La notion de métrage a d'abord été utilisée pour classifier les films selon leur longueur physique. L'émergence du cinéma numérique et de nouveaux supports de diffusion, tels que les fichiers sur disques durs ou autres, rendant cette classification ambigüe. Cette évolution a ainsi renforcé un usage qui consiste à classifier les films selon leur durée (en minutes).
En France, l'article 6 du décret no 99-130 du 24 février 1999 définit légalement les limites :

« 1° Constituent des œuvres cinématographiques de longue durée celles dont la durée de projection en salles de spectacles cinématographiques est supérieure à une heure. Les œuvres cinématographiques fixées sur support pellicule de format 70 mm comportant au moins huit perforations par image sont assimilées, lorsqu'elles ont une durée de projection supérieure à huit minutes, à des œuvres cinématographiques de longue durée ;

2° Constituent des œuvres cinématographiques de courte durée celles dont la durée de projection en salles de spectacles cinématographiques est inférieure ou égale à une heure »

Ce décret est toujours en application aussi bien au niveau du CNC dans le Code du cinéma et de l'image animé, avec les articles D.210-1 et D.210-2, qu'au niveau du CSA.
Il existe aussi depuis longtemps la notion de moyen métrage, utilisée fréquemment pour désigner des films dépassant 30 minutes en 35 mm, soit au moins trois bobines, mais inférieurs en durée à 60 minutes. En France, ce métrage reste légalement inclus dans les métrages de « courte durée ».

## Lors d'un tournage

### Tournage photochimique
Lors d'un tournage photochimique, les pellicules vierges étant conditionnées en bobines de longueurs standard, les caméras ont ces longueurs comme chargement maximal des différents magasins ou chargeurs. Les conditionnements les plus répandus sont 61 m (200 pieds, 5 min en 16 mm et 2 min en 35 mm), 122 m (400 pieds, 10 min 40 s en 16 mm et 4 min en 35 mm) et 305 m (1 000 pieds, 26 min 40 s en 16 mm et 11 min en 35 mm). Lors du tournage, toute la pellicule n'étant pas impressionnée par des images utiles et la cadence de prise de vues n'étant pas nécessairement 24 images par seconde pour chaque plan (ralentis, accélérés...), il est d'usage d'en parler en mètres ou en pieds.

### Tournage numérique
Pour un tournage avec une caméra utilisant une cassette, le métrage égale la durée de la cassette. La cassette ayant un coût bien inférieur à de la pellicule 35 mm, on assiste à une débauche de prises tournées. Les mémoires de masse ont quasiment remplacé les cassettes avec l'usage prépondérant des caméras numériques grand public ou destinées au cinéma (2K, 4K).

## Question d’histoire
« Quand le bobineau de film argentique souple a défilé en entier derrière l’objectif, la prise de vues est terminée... C’est la longueur de pellicule chargée dans l’appareil qui détermine la durée du spectacle, soit 45 à 50 secondes ». Les films des débuts du cinéma (1891-1899) sont tous des films dont la durée varie de 20 secondes à 1 minute et demi, sauf les premiers dessins animés d'Émile Reynaud qui durent de 1 minute et demi à 5 minutes. Il est donc en principe anachronique de parler de court métrage quand on les évoque, puisque la notion de court métrage s'oppose à celle de long métrage, et que durant ces années, il n'y avait pas de longs métrages. Exception qui confirme la règle, le film The Corbett-Fitzsimmons Fight est, dès 1897, le premier long métrage du cinéma, qui durait près de 100 minutes, grâce à un dispositif très simple, la boucle de Latham, qui permettait de charger une caméra et ensuite un appareil de projection, avec quelque 300 mètres de pellicule sans que celle-ci ne casse, un dispositif breveté, ce qui explique pourquoi ce fut le seul contre-exemple de l’époque.
Sinon, il n'y avait que des films quelle que soit leur longueur, à peu près la même dans les 10 premières années du cinéma, une à cinq minutes. C'est Thomas Edison qui, le premier, utilisa le mot anglais film pour désigner les pellicules impressionnées. Louis Lumière les appelait ses vues photographiques animées, et Georges Méliès ses tableaux. Le mot film s’imposa petit à petit.
En revanche, la notion de bobine, par référence aux 300 mètres que ne tardèrent pas à utiliser les exploitants de salles, quand ils purent passer outre aux droits de Woodville Latham sur la fameuse boucle, fut internationalement une mesure objective. Les films de une, deux ou trois bobines (en anglais : one reel films, etc.) caractérisaient ce que nous appelons aujourd'hui des courts métrages, le long métrage ne commençant qu'à partir de quatre bobines. On note ainsi la démarche qui mena plus tard les législateurs à se pencher sur des définitions signifiantes.